# Josef Šenfeld
Josef Šenfeld (* 13. listopadu 1961 Litoměřice) je český politik, v letech 2002 až 2017 poslanec Poslanecké sněmovny PČR, v letech 2012 až 2016 zastupitel Ústeckého kraje, člen KSČM.

## Vzdělání, profese a rodina
Dětství strávil ve vesnici Malešov. Vychodil základní školu v Hoštce (1967-1976) a po maturitě v oboru mechanizace zemědělství v roce 1980 na Střední zemědělské a technické škole v Roudnici nad Labem vystudoval v roce 1984 na mechanizační fakultě Vysoké školy zemědělské v Praze. Po promoci a základní vojenské službě začal pracovat v JZD Hoštka, kde na různých pozicích (např. energetik, vedoucí sušárny úsušků či mistr mechanizačních dílen) zůstal až do roku 1990, kdy přešel do Zemědělského obchodního družstva Hoštka. Pracoval jako předseda družstevního představenstva a předseda dozorčí rady ZD Hoštka až do nástupu do vrcholné politiky v roce 2002. Členem družstva byl až do roku 2009, kdy družstvo skončilo v konkurzu.
Je ženatý, má dva syny. Od dětství do současnosti je aktivní v místním fotbalovém klubu TJ Sokol Hoštka, kde od roku 1991 působí jako hospodář oddílu. Zastával i funkci trenéra družstva starších žáků.

## Politická kariéra
Jeho rodiče nebyli členy KSČ. On sám se členem KSČ stal v roce 1988, po roce 1989 je aktivní v KSČM. Od roku 2001 působí na postu předsedy Základní organizace KSČM Hoštka.
V komunálních volbách roku 1998, komunálních volbách roku 2002, komunálních volbách roku 2006, komunálních volbách roku 2010 a komunálních volbách roku 2014 byl zvolen do zastupitelstva města Hoštka za KSČM. Profesně se k roku 1998 uvádí jako technik.
V krajských volbách v roce 2016 se mu nepodařilo obhájit za KSČM post zastupitele Ústeckého kraje.
Ve volbách v roce 2002 byl zvolen do poslanecké sněmovny za KSČM (volební obvod Ústecký kraj). V letech 2002-2005 byl členem sněmovního výboru pro evropskou integraci (později oficiálně výbor pro evropské záležitosti). V letech 2005-2006 zasedal v zemědělském výboru. Poslanecký mandát obhájil ve volbách v roce 2006. Byl opět členem výboru pro evropské záležitosti a zemědělského výboru. Opětovně byl do sněmovny zvolen ve volbách v roce 2010. I nadále je členem výboru pro evropské záležitosti (od ledna 2012 jeho místopředsedou) a zemědělského výboru.
Ve volbách do Poslanecké sněmovny PČR v roce 2017 obhajoval svůj poslanecký mandát za KSČM v Ústeckém kraji, ale neuspěl.
Ve volbách do Senátu PČR v roce 2018 kandidoval za KSČM v obvodu č. 29 – Litoměřice. Se ziskem 11,27 % hlasů skončil na 5. místě.